# William Belden
William Thomas Belden (5 de enero de 1949-18 de enero de 2025) fue un deportista estadounidense que compitió en remo. Ganó siete medallas en el Campeonato Mundial de Remo entre los años 1974 y 1982.

## Palmarés internacional
| Campeonato Mundial | Campeonato Mundial       | Campeonato Mundial | Campeonato Mundial      |
| Año                | Lugar                    | Medalla            | Prueba                  |
| ------------------ | ------------------------ | ------------------ | ----------------------- |
| 1974               | Lucerna (Suiza)          | Medalla de oro     | Scull individual ligero |
| 1975               | Nottingham (Reino Unido) | Medalla de bronce  | Scull individual ligero |
| 1978               | Copenhague (Dinamarca)   | Medalla de bronce  | Scull individual ligero |
| 1979               | Bled (Yugoslavia)        | Medalla de oro     | Scull individual ligero |
| 1980               | Malinas (Bélgica)        | Medalla de plata   | Scull individual ligero |
| 1981               | Múnich (RFA)             | Medalla de plata   | Doble scull ligero      |
| 1982               | Lucerna (Suiza)          | Medalla de plata   | Doble scull ligero      |